# Liste der Biografien/Who
Liste der Biografien |
Portal Biografien |
Personensuche
# |
A |
B |
C |
D |
E |
F |
G |
H |
I |
J |
K |
L |
M |
N |
O |
P |
Q |
R |
S |
T |
U |
V |
W |
X |
Y |
Z |
?
 
Wa |
Wc |
Wd |
We |
Wh |
Wi |
Wj |
Wl |
Wn |
Wo |
Wr |
Ws |
Wt |
Wu |
Ww |
Wy |
Wz
 
Wha |
Whe |
Whi |
Who |
Why
Die Liste der Biografien führt alle Personen auf, die in der deutschsprachigen Wikipedia einen Artikel haben. Dieses ist eine Teilliste mit 6 Einträgen von Personen, deren Namen mit den Buchstaben „Who“ beginnt.

## Who
- Who, Betty (* 1991), australische Sängerin

### Whop
- Whoppers, Wendy (* 1970), US-amerikanische PornodarstellerinWendy Whoppers (* 1970)

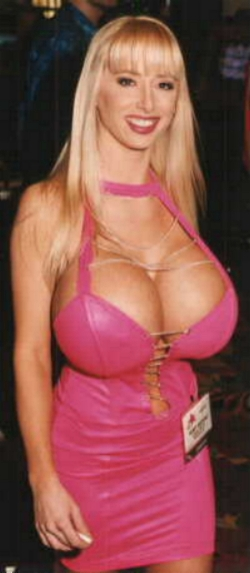
Wendy Whoppers (* 1970)

### Whor
- Whorf, Benjamin Lee (1897–1941), US-amerikanischer Linguist
- Whorf, Richard (1906–1966), US-amerikanischer Regisseur, Schauspieler und Produzent
- Whoriskey, Caitlin (* 1988), US-amerikanische Tennisspielerin
- Whorton, John (* 1978), US-amerikanischer Basketballspieler